# Землянский (Оренбургская область)
Землянский — посёлок в Соль-Илецком районе Оренбургской области России. Входит в состав Цвиллингского сельсовета.

## История
В 1966 г. Указом Президиума ВС РСФСР поселок фермы № 3 совхоза имени Цвиллинга переименован в Землянский.

## Население
| 2010 |
| ---- |
| 109  |